# Palmeral de Elche
El Palmeral de Elche, también conocido como Huertos de Palmeras de Elche (en valenciano, Horts de palmeres d'Elx), es una gran extensión de palmeras dentro de la ciudad española de Elche. Entre 200 000 y 300 000  ejemplares, es el palmeral más grande de Europa ocupando unas 500 hectáreas y uno de los más grandes del mundo, solo superado por algunos palmerales árabes. La principal especie es la palmera datilera (Phoenix dactylifera), que fue llevada allí por los musulmanes cuando ocuparon la península ibérica.
La palmera o palma se cotiza muy bien en el mercado español y también en las exportaciones clandestinas; es muy importante la industria datilera y la confección de palmas, cuyas hojas son llevadas a un proceso especial de blanqueado privándolas de luz. 

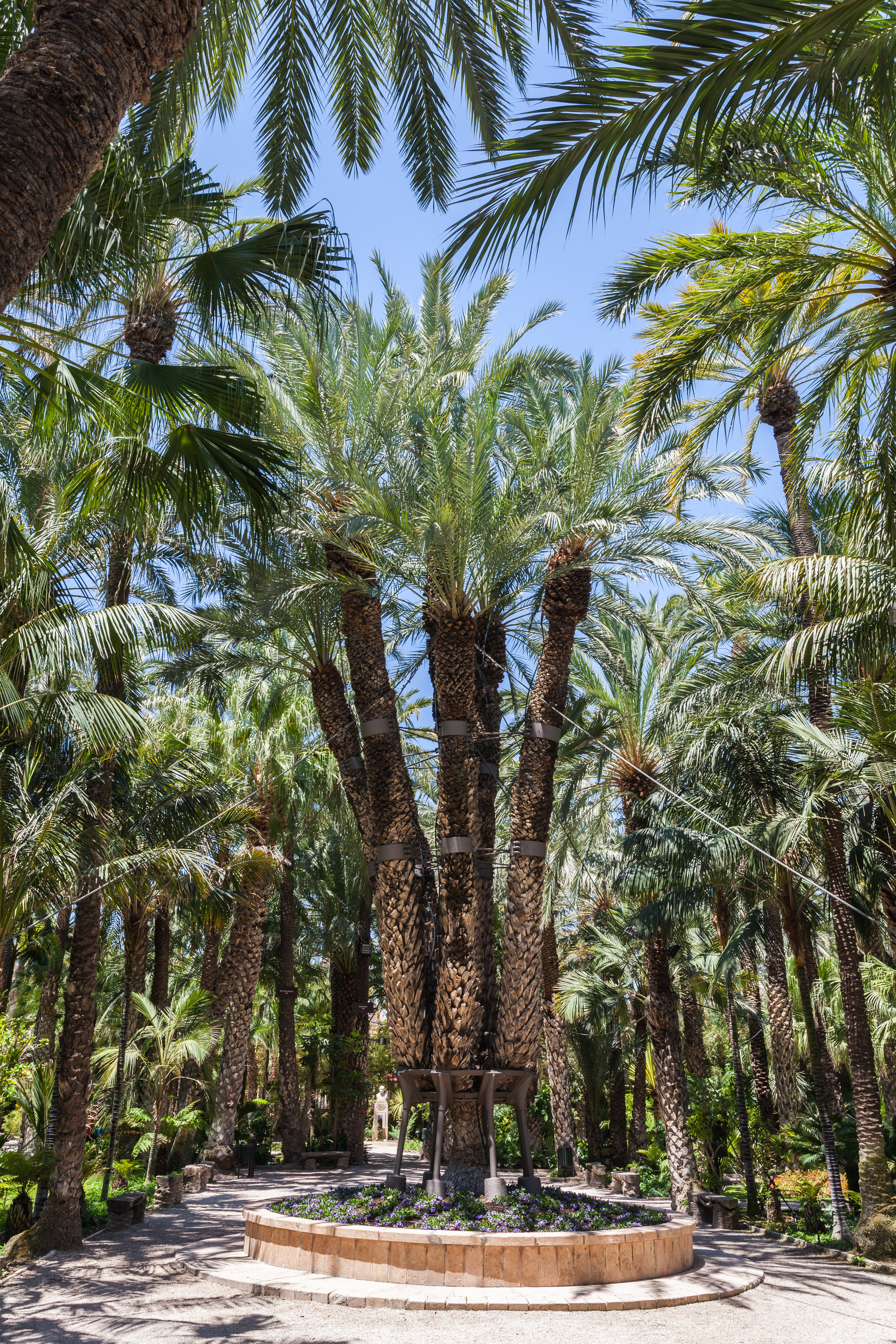
La Palmera Imperial en el Huerto del Cura

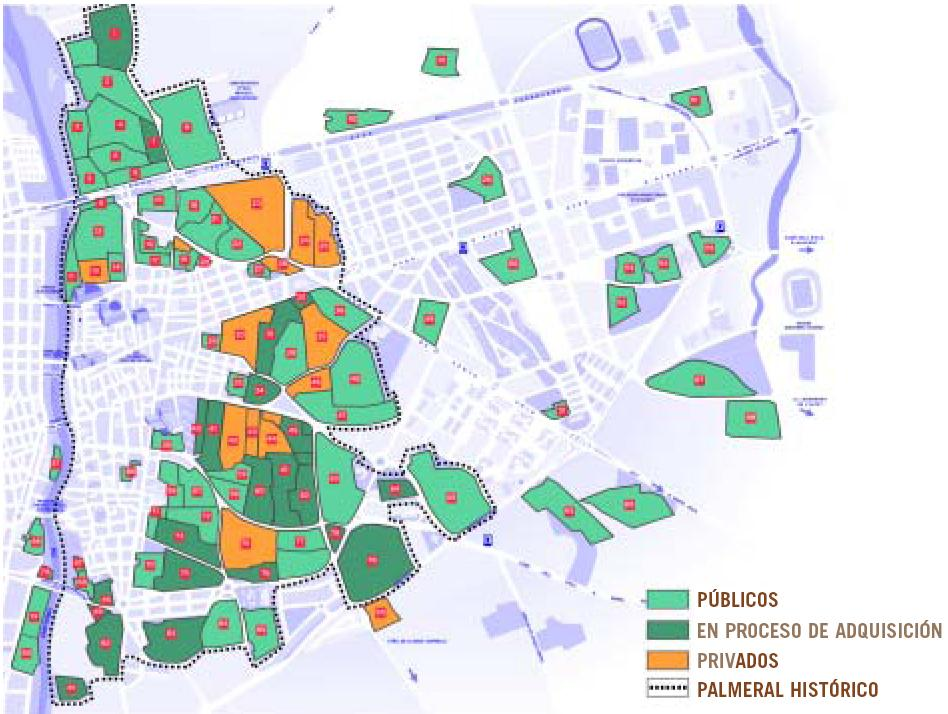
Mapa de los huertos de palmeras declarados Patrimonio de la Humanidad

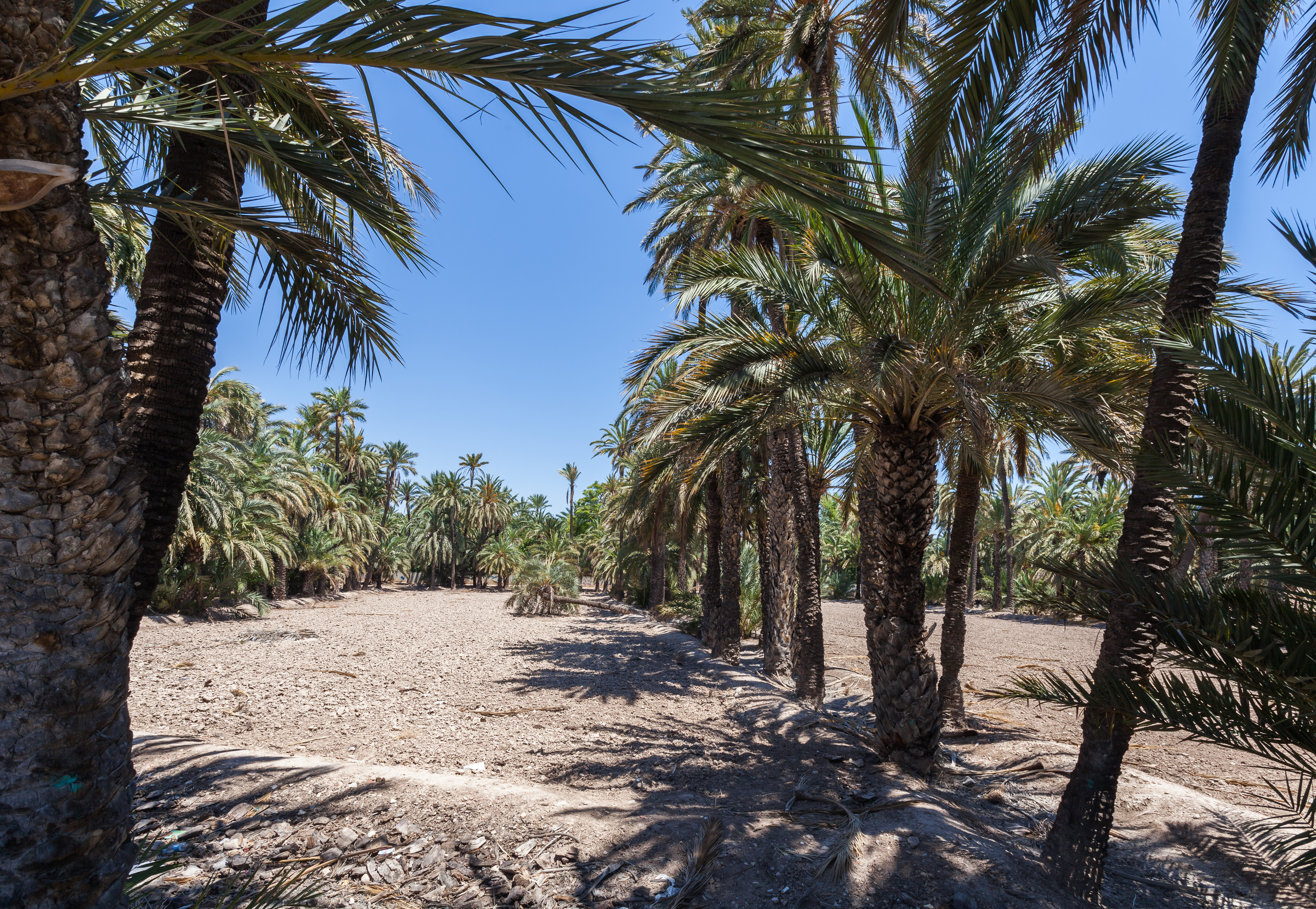
Interior del palmeral

El Palmeral de Elche fue declarado Patrimonio de la Humanidad por la Unesco el 30 de noviembre de 2000.

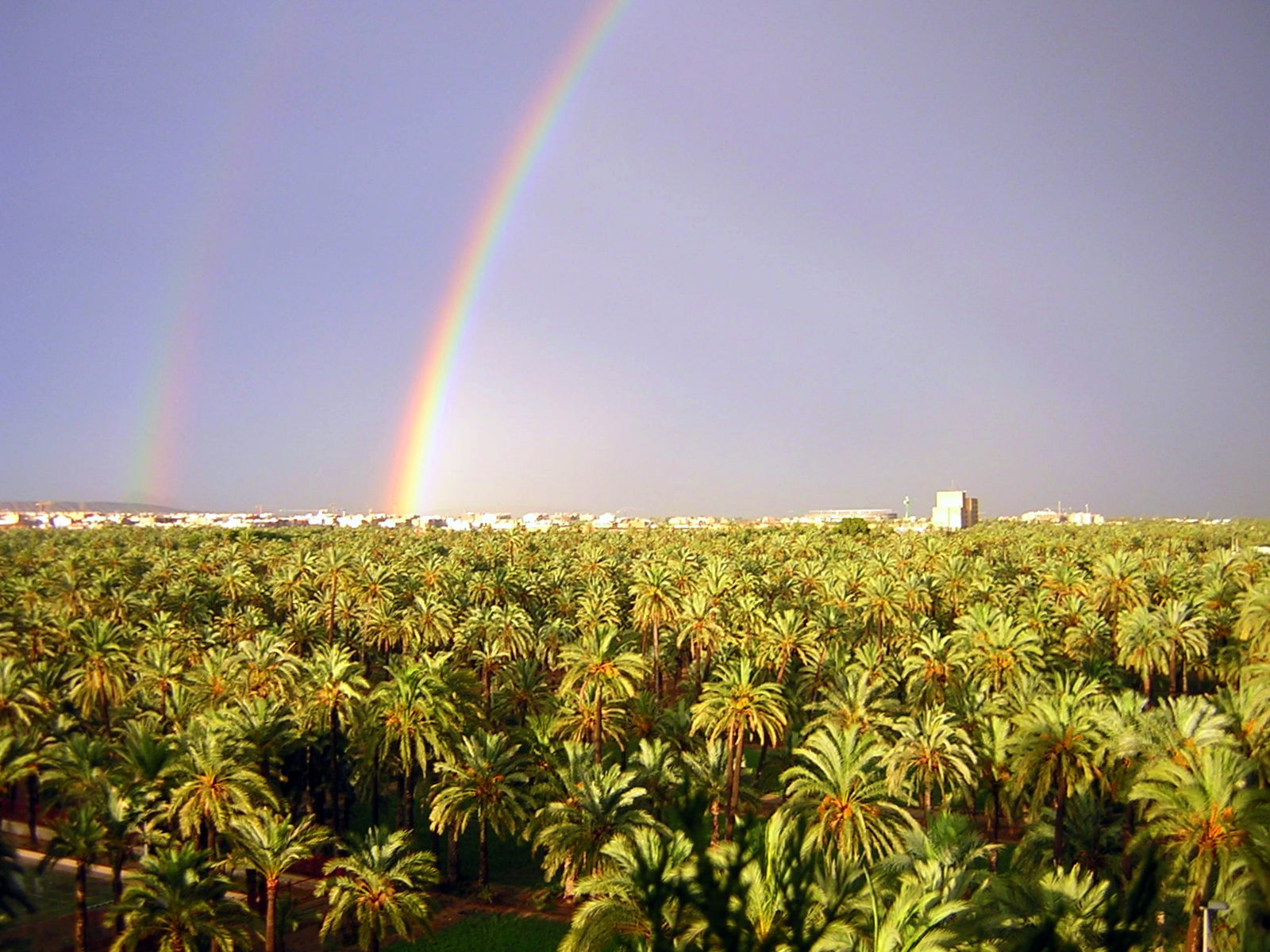
Panorámica de Elche con el Palmeral en primer término

## Origen
Algunos historiadores sitúan el origen de la palmera y el granado en época de los fenicios, pero lo cierto es que en los vasos ibéricos de Elche ya existe representación de palmeras, así lo atestigua el historiador José Aparicio Pérez. En época ibérica estaba implantado un sistema de riego, anterior a los romanos que lo adecuaron y ampliaron, pero con la llegada de los egipcios, expertos en los regadíos del Nilo, que se asentaron mayoritariamente en territorio valenciano -ya que los musulmanes, dedicados más a la ganadería, ocuparon Andalucía- configuraron el palmeral de manera más ordenada.
El Palmeral de Elche en época musulmana sería mucho más grande que los 300 000 ejemplares de palmeras datileras de la actualidad. Hay palmeras con 300 años de antigüedad, teniendo en cuenta que la palmera tarda unos 10 años en desarrollar un metro de tronco.
Los primeros musulmanes que se asentaron en Elche siguieron la misma táctica de protección y aumentaron la plantación; con Abderramán I se hizo la gran red de acequias. A este príncipe omeya, exiliado en al-Ándalus, se le atribuyen, precisamente, unos versos dedicados a una de las primeras palmeras peninsulares:

¡Oh palma! Tú eres, como yo, extranjera
en occidente, alejada de tu patria.

Más tarde, en la Edad Media se fueron dictando una serie de leyes para protegerlo y desde entonces no se ha dejado de vigilar y cuidar nunca.
El primer precedente de interés de las autoridades por la protección del Palmeral se produce ya en 1265 con la reconquista de Jaime I, que al parecer evitó que fueran arrasadas por ser asociadas como elemento identificativo de la cultura islámica.

## Composición
Los conjuntos más conocidos del Palmeral son el Parque Municipal, el Huerto de Abajo, el Huerto del Cura y el Huerto del Chocolatero. De entre todos, los mejores y más antiguos ejemplares están en el llamado Huerto del Cura, dentro del gran Palmeral. El nombre le viene dado de su propietario en el año 1918. Algunos ejemplares tienen más de 300 años. Hay que tener en cuenta que la palmera tiene una vida media de 250 a 300 años. Estas palmeras son de la misma especie que las de Irán. Son datileras y es en diciembre cuando dan su fruto. Además hay algunas otras especies tropicales.

## LaPalmera Imperial
En el conjunto sobresale la llamada Palmera Imperial que recibió ese nombre en homenaje a la emperatriz Isabel de Baviera (Sissi), que visitó el Huerto en 1894. Tiene esta palmera siete vástagos enormes en forma de candelabro y de ella dijo que era digna de un Imperio.

## Ruta del Palmeral
Un agradable paseo entre los huertos de palmeras ilicitanos, comienza y termina en el Huerto de San Plácido, conocido también como el Museo del Palmeral. Es una ruta de escasa dificultad apta para todos los públicos, puede realizarse andando o en bicicleta. Tiene un recorrido total de 2 580 metros.

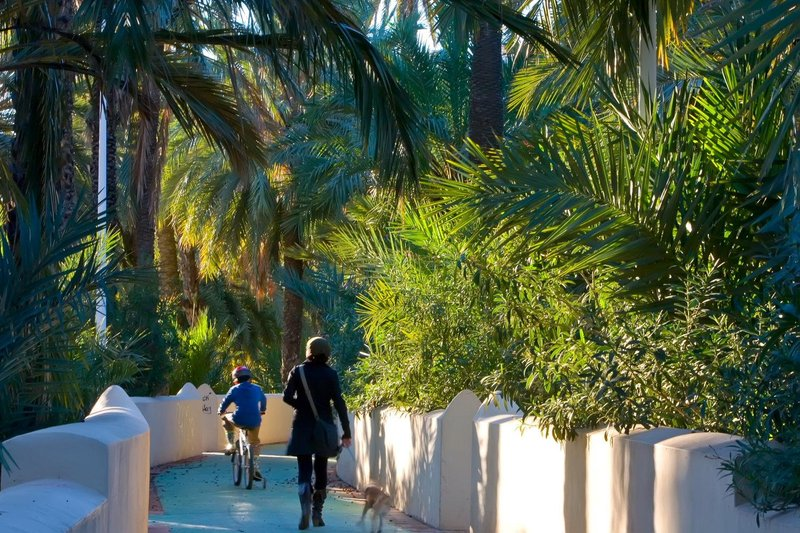
La Ruta del Palmeral

## Enfermedades
En 2005 se detectó que había ejemplares de palmeras infectados por larvas de picudo rojo (Rhynchophorus ferrugineus). Este escarabajo pone sus huevos en el interior de la palmera y cuando eclosionan los huevos, las larvas se alimentan del tallo de la planta.